# Tuphos
On appelle tuphos le syndrome formé par l'état d'obnubilation diurne et d'abattement extrême, avec une faiblesse musculaire majeure qui caractérise la phase d'état de la fièvre typhoïde qui lui doit son nom,.
Le terme vient du grec ancien τυφος qui signifie stupeur ou torpeur.
Historiquement le terme grec à d'abord donné typhus employé pour définir les maladies qui avaient en commun d'être caractérisées par un état de stupeur, puis typhoïde pour la fièvre qui ressemble au typhus et due à Salmonella typhi. Le tuphos caractérise donc aussi chez l'homme l'état de prostration et de stupeur particulier à certaines formes graves de typhus, comme le typhus exanthématique ou de certaines fièvres paratyphoïdes,.
Le terme est aussi employé pour décrire les symptômes de certaines infections animales comme la leucopénie infectieuse du chat, maladie virale due à un parvovirus encore appelée typhus félin ou typhus du chat régulièrement signalée en France,.